# Лева рука Бога
Лева рука Бога енгл. The Left Hand of God је америчка филмска драма из 1955. године коју је режирао Едвард Дмитрик. Сценарио је писан по истоименом роману Вилијама Едмунда Бартлета, а писао га је Алфред Хејз.